# Зейлин, Джейкоб
Джейкоб Зейлин (16 июля 1806 — 18 ноября 1880) — первый морской пехотинец в постоянном звании генерал. Был седьмым комендантом корпуса морской пехоты США с 1864 по 1876 года.

## Биография
Родился в Филадельфии, штат Пенсильвания 16 июля 1806 года. С 1822 по 1825 годы учился в военной академии США, но оставил учёбу из-за плохих оценок по философии и химии. 
Вступил в ряды корпуса морской пехоты в чине второго лейтенанта 1 октября 1831 года. По завершении предварительной подготовки офицера морской пехоты в г. Вашингтон Зейлин начал свою службу на берегу в казармах морской пехоты в г. Филадельфия и в Госпорте, штат Виргиния. Первый раз вышел в море на военном шлюпе «Эри» в марте 1832 года. Затем служил в г. Чарльстон, штат Массачусетс. В августе 1834 года опять поступил на шлюп «Эри» где свыше трёх лет провёл полную событий службу. 12 сентября 1836 года был повышен в звании до первого лейтенанта.
С сентября 1837 по апрель 1841 года Зейлин снова служил в Чарльстоне и в Нью-Йорке. В феврале 1842 года он вернулся к службе на море на борту линкора USS Columbus и провёл несколько месяцев в походе с базы в Бразилии. По завершении этого тура службы на море и после службу на важных базах морской пехоты на восточном побережье США с 1842 по 1845 годы он был переведён на фрегат USS Congress на тихоокеанской базе США.  
В ходе американо-мексиканской войны командовал подразделением морской пехоты на борту фрегата «Конгресс» в то время как тот был приписан отряда коммодора Роберта Ф. Стоктона. Участвовал в завоевании Калифорнии (1846–1847) и был временно повышен в звании до майора (для того времени - через две ступени по званию) за храбрость, проявленную в бою за переправу у реки Сан-Габриэль 9 января 1847 года. Позднее участвовал в захвате Лос-Анджелеса и битве у Ла Мезы.
28 января 1847 года Зейлин был назначен военным комендантом Сан-Диего, на этом посту служил до окончания завоевания Калифорнии. 14 сентября 1847 получил постоянное звание капитан. В последующие несколько месяцев Зейлин вместе с морскими пехотинцами тихоокеанской эскадры участвовал в захвате важных портов нижней Калифорнии и западного побережья Мексики, служил офицером морской пехоты флота на тихоокеанской базе флота. В сентябре 1847 года служил в составе сил, захвативших Гуаймас и тех сил, что встретили врага у Сан-Хосе в 30-м. В ходе завершающего этапа войны Масатлан был центром активности Зейлина, он участвовал в нескольких стычках с мексиканцами в этом районе.  
По завершении войны с Мексикой Зейлин отправился в Норфолк, штат Виргиния, где прослужил некоторое время, после чего перебрался в Нью-Йорк, где оставался до июня 1852 года. Он был выбран для сопровождения коммодора Мэтью Перри в его знаменитой экспедиции в Японию, где служил в составе подразделения морской пехоты на фрегате USS Mississippi на котором совершил поход в Японию в составе экспедиции. Морские пехотинцы под его командованием сыграли важную роль в экспедиции. Он был вторым, сошедшим на берег Японии в ходе формальной высадки военно-морских сил в Кирихаме, Япония 14 июля 1853 года, его роль в «открытии Японии» была позднее отмечена.
По возвращении из Японии он снова отправился на службу в Норфолк. В ходе этого тура службы он возглавил казармы морской пехоты на военно-морской верфи Вашингтон. Затем он снова отправился в море на этот раз на борту фрегата Wabash с европейской базы где служил до 1859 года.     
Во время начала гражданской войны в США Зейлин служил в гарнизоне в казармах морской пехоты, сначала в Филадельфии а затем в Вашингтоне. Пять дней спустя он получил постоянное звание майор. 21 июля 1861 года он командовал ротой морской пехоты в ходе первой битвы за Манассас, где был легко ранен.
В 1863 году Зейлин получил под командование батальон морской пехоты отправленном для поддержки сил флота в ходе захвата г. Чарльстон, штат Южная Каролина, но из-за болезни вернулся через несколько недель и дальнейшую службу проходил в гарнизоне казарм морской пехоты в г. Портсмут, штат Нью-Гэмпшир. В дальнейшем он вернулся в море, служил в составе эскадры блокады южной Атлантики контр-адмирала Джона Далгрена. В 1864 году Зейлин принял командование над казармами морской пехоты в г. Портсмут, штат Нью-Гемпшир.    
10 июня 1864 года Зейлин был назначен полковником-комендантом корпуса морской пехоты, находясь в звании полковника. В знак признания его эффективного и точного выполнения обязанностей службы на посту коменданта в ходе тяжёлого периода последнего года войны и нескольких лет после войны он был 2 марта 1867 года был повышен в звании до бригадного генерала. Таким образом, он стал первым генералом корпуса морской пехоты.
После войны бригадный генерал Зейлин успешно защищал корпус от критики. В 1868 году Зейлин одобрил дизайн эмблемы «Орёл, глобус и якорь» в качестве эмблемы корпуса на смену эмблемы рога с буквой «М» посередине.
Зейлин ушёл в отставку 1 ноября 1876 года после 45-летней службы офицером корпуса. Если учесть время, проведённое в Уэст-Пойнте, Зейлин 49 лет носил униформу.   
Зейлин вступил в брак с Викторией Фриман 2 октября 1845 года. У них был один сын Уильям Фриман Зейлин (1851-1880) и две дочери Маргарет Фриман Вери (1850-1911), ставшей женой Эдварда Уилсона Вери и Энн В. Стоктон, ставшей женой одного из сыновей сенатора Джона П. Стоктона.
Генерал Зейлин был членом пенсильванского командорства военного ордена лояльного легиона Соединённых штатов – военного общества офицеров, служивших в вооружённых силах Союза.
Зейлин умер 18 ноября 1880 года в г. Вашингтон и был похоронен на кладбище Лаурелл-хилл в г. Филадельфия.
Два корабля ВМС США: USS Zeilin (DD-313) в 1920 году и USS Zeilin (AP-9) в 1941 году. 
Дорога (Zeilin Road) на базе морской пехоты Куантико в штате Виргиния.
Улица (Zeilin Street) на базе морской пехоты Кэмп-Пендлтон в штате Калифорния.